# Avenida das Amoreiras

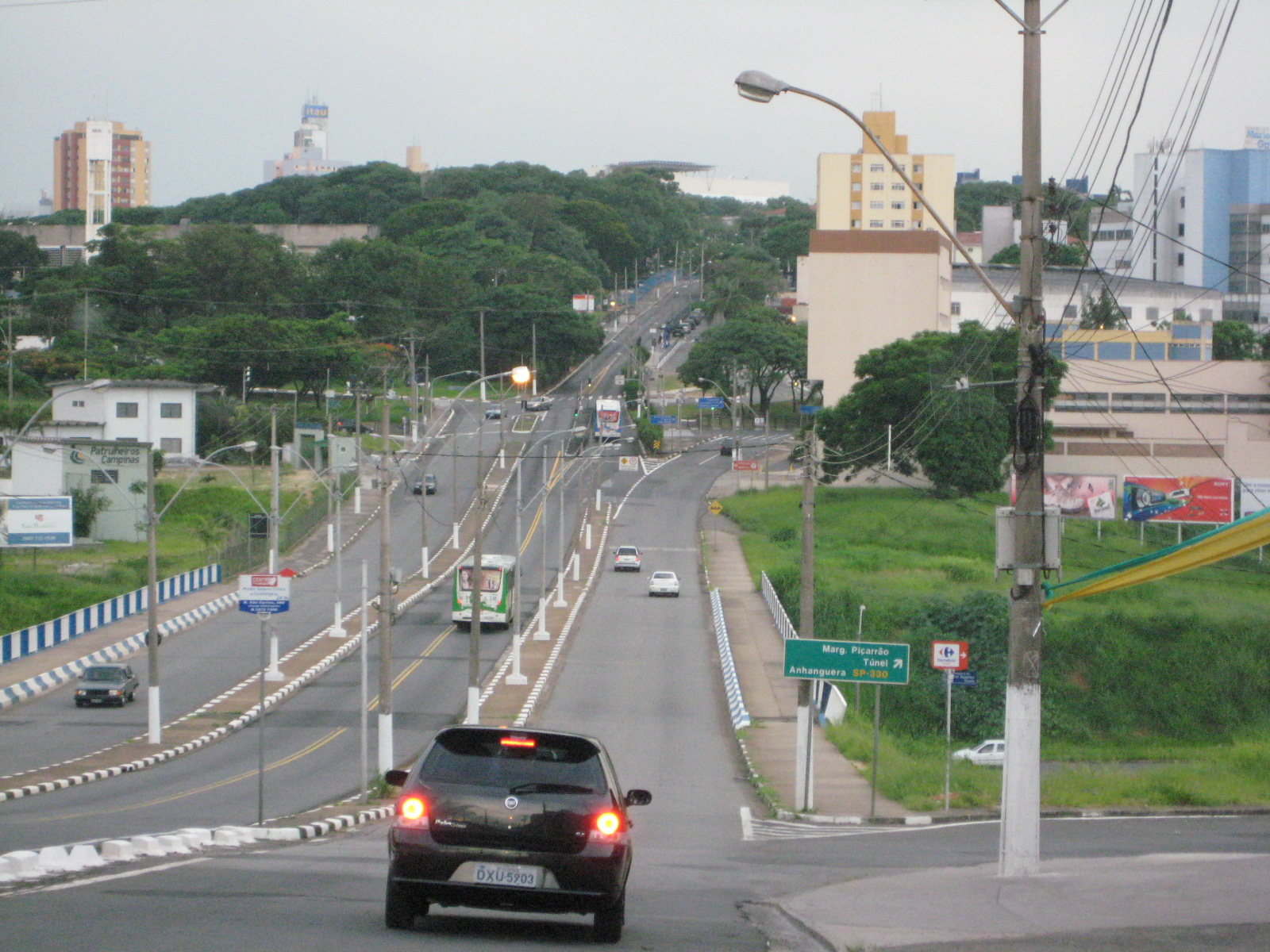
Avenida das Amoreiras

A avenida das Amoreiras é uma avenida de Campinas, município brasileiro do interior do estado de São Paulo. Inicia-se na avenida João Jorge e termina em um viaduto na Rodovia dos Bandeirantes, sem, contudo, dar acesso a esta. 
É a segunda maior avenida de Campinas, com aproximadamente 13 km. 
Possui corredor de uso exclusivo de ônibus, que ocupa aproximadamente 4 km da via, começando na Av. João Jorge e terminando na Av. Tancredo Neves. Atravessa vários bairros, ligando o Centro às distantes periferias, nas proximidades do Aeroporto de Viracopos.